# Jorge González von Marées

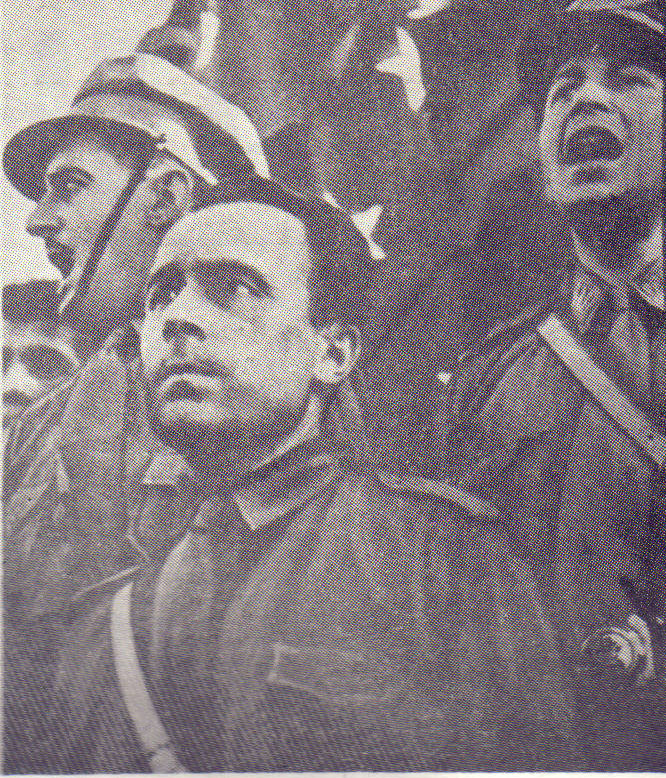
Jorge González von Marées (Ende 1930er)

Jorge González von Marées (* 5. April 1900 in Santiago de Chile; † 14. März 1962) war ein chilenischer Politiker. 
Seine Mutter Sophie von Marées, Nichte des bekannten Malers Hans von Marées, stammte aus Deutschland, sein Vater, Marcial González, war Chilene. Jorge González studierte Rechts- und Politikwissenschaft in Santiago. Nach dem unrühmlichen Ende der Nationalsozialistischen Bewegung Chiles (MNS) rief er eine Nachfolgeorganisation ins Leben, die ebenso wenig politischen Erfolg erzielte. In den späten 1940er Jahren wechselte er zur Liberalen Partei, deren Generalsekretär er schließlich wurde. 1952 gab er dann nach erneuten Niederlagen die Politik endgültig auf.